# Sótano de las Golondrinas

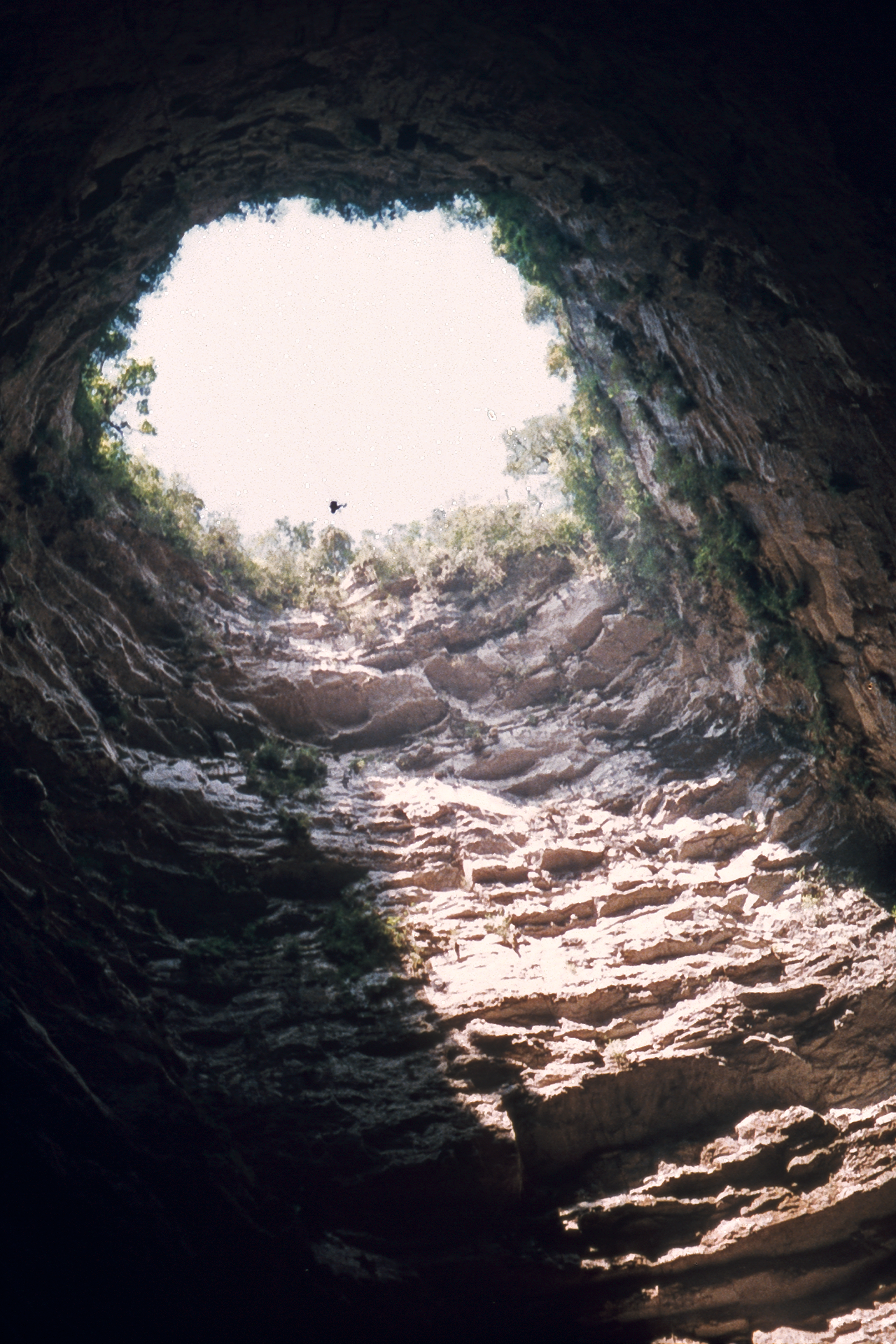
Vista desde el interior del Sótano de las Golondrinas.

El Sótano de Las Golondrinas es un abismo natural localizado en el poblado de Aquismón perteneciente al estado mexicano de San Luis Potosí.
Es un área artificial protegida estatal de San Luis  Potosí, declarada el 15 de marzo de 1980 como «Monumento Natural  “El Sótano de las Golondrinas”», con un área protegida de 285 ha. Es administrada por la COATEPEC (Secretaría de Ecología y Gestión Ambiental).

## Descripción
La sima es una cueva de origen kárstico, formada por la erosión del agua en una falla impermeable de una planicie de piedra caliza que tiene la característica de tener una abertura exterior notoriamente más estrecha que el fondo, dándole una forma general cónica. La profundidad de dicho abismo es de unos 512 metros. La abertura superior se encuentra a nivel del suelo y tiene un diámetro cercano a los 60 metros, mientras que el fondo tiene una apertura máxima de unos 300 metros por 60 en su parte más ancha. Este sitio también tiene la peculiaridad de ser un refugio natural de aves, y que contrariamente a lo que su nombre implica, no son golondrinas. Esta aparente contradicción se debe a que las especies que pueden ser encontradas en el Sótano de las Golondrinas, son en realidad vencejos (aunque no vencejos comunes, Apus apus, ya que éstos son aves del Viejo Mundo), que suelen ser confundidos con las verdaderas golondrinas. En la cueva es también posible encontrar una especie de loros (Aratinga holochlora), localmente llamadas Cotorras de cueva.
Durante mucho tiempo el Sótano de Golondrinas fue considerada la caverna de un solo tiro más grande del mundo con sus 512 metros de profundidad, 376 m de ellos en una caída libre.
Hoy en día espeleólogos de diferentes nacionalidades consideran a Golondrinas como el sótano o caverna vertical más bella del planeta. El descenso a este submundo de película inicia al amanecer con el espectáculo del vuelo de miles de vencejos y cotorras que salen en espiral con precisión matemática. El fondo del sótano tiene las dimensiones de tres campos de fútbol, en vertical cabe sobradamente la Torre Eiffel.
En la película Punto de quiebre (2015) del director Ericson Core hacen breve alusión del Sótano de las Golondrinas usando como referencia el Empire State el cual fácilmente cabría en su interior

## Descubrimiento

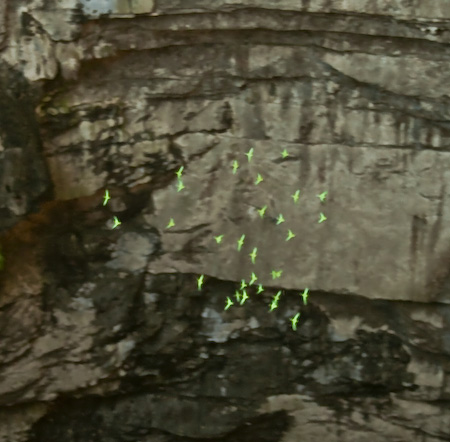
Cotorras de cueva del Sótano de las Golondrinas.

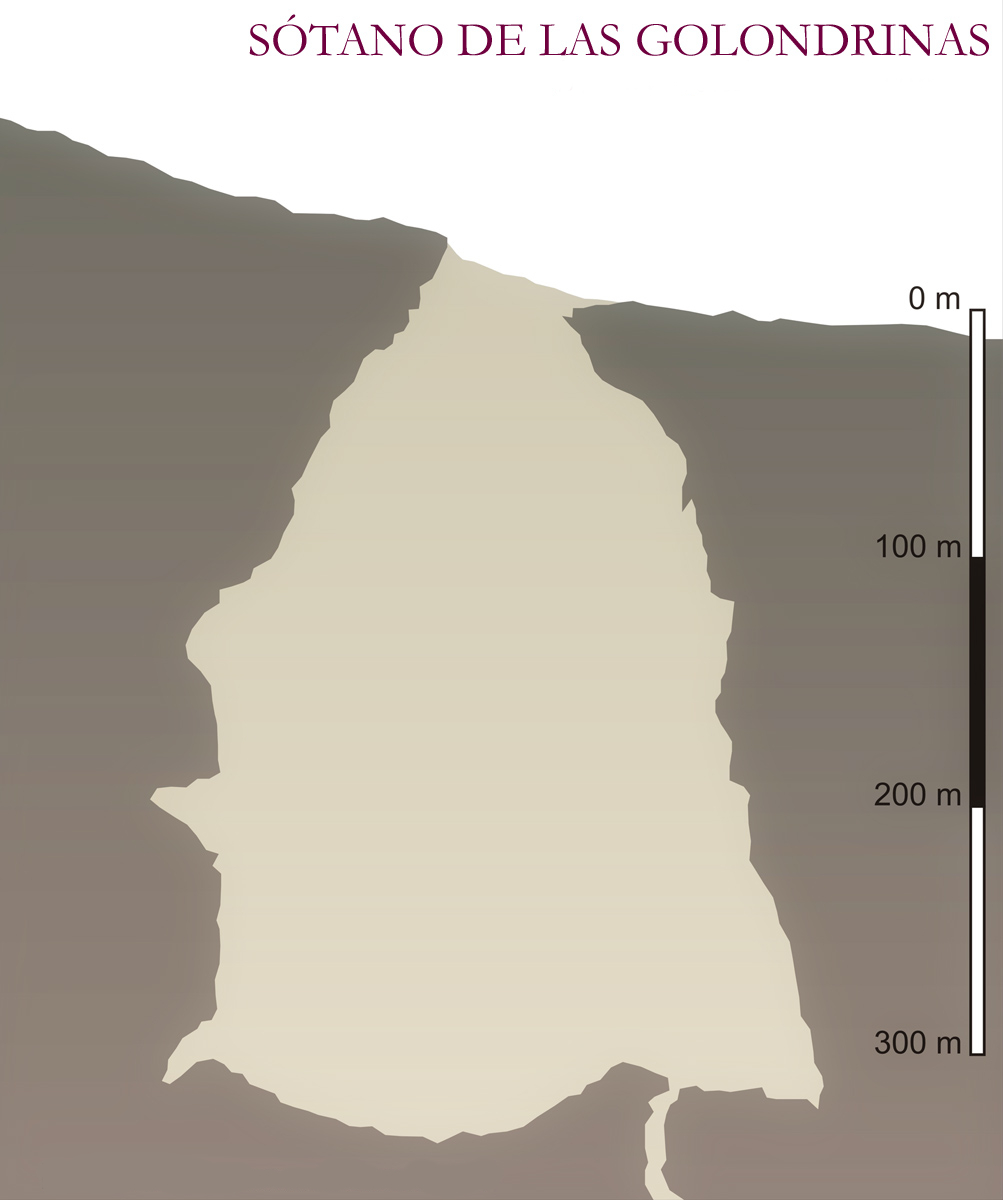
Sección transversal del Sótano de las Golondrinas.

Este accidente orográfico fue dado a conocer en 1966, por un equipo de varios ornitólogos de la universidad de Texas, que estaban realizando un estudio detallado de las aves en las fosas de la Huasteca potosina. Dave Whitacre, Devi Ukrain, y otros ornitólogos descubrieron en esta fosa un ejemplo más que elocuente de la importancia que tienen tales fosas para las poblaciones de aves de la región, al proveerles en sus escarpadas paredes refugio contra los predadores. La primera expedición mexicana fue realizada en 1974 por el Grupo México, siendo el espeleólogo Lorenzo García Gallardo el primero en descender. En 1978, Isabel Vivían la primera mujer mexicana en descender con el Grupo de Espeolología de la Universidad Nacional Autónoma de México.
Pese al inicial interés meramente científico, la fosa pronto comenzó a atraer a espeleólogos en busca de una experiencia interesante, y posteriormente a turistas, debido a la espectacularidad del descenso y de las vistas. Sin embargo es posible que el lugar fuese víctima de su propia popularidad, pues estudios ornitológicos posteriores han constatado una paulatina disminución de la población de aves en el interior de la gruta, quizás debida a esta afluencia de nuevos visitantes. Actualmente el sótano y otras fosas similares están consideradas como reservas de la biósfera por el gobierno de México, estatus que les otorga una relativa protección legal, privilegiando al mismo tiempo la explotación mesurada del sitio.